# Elite Hotel Carolina Tower
Elite Hotel Carolina Tower är ett hotell som ingår i den svenska hotellkedjan Elite Hotels och ligger vid Eugeniavägen 6 i Hagastaden,  Solna kommun. Hotellet ritades av Reflex Arkitekter och invigdes i november 2017.

## Byggnaden
Hotellbyggnaden står norr om före detta Solnabron och i anslutning till Nya Karolinska Solna. Uppdragsgivare och byggentreprenör var Skanska som anlitade Reflex Arkitekter för gestaltningen av byggnaden. Byggarbetena började 2015 och avslutades i november 2017.
Byggnaden är sammansatt av tre volymer med fasader klädda i glas och aluminium som ger huset en vertikal accent. Fasadens kulörer skiftar i vitt, grått och svart där varje byggnadskropp har en egen färg. Den högsta delen har 16 våningar och vänder sig mot Solnavägen. Huset innehåller utöver hotell även kontor, konferensavdelningar och restauranger.

## Verksamheten
Elite Hotel Carolina Tower förfogar över 221 hotellrum och åtta konferenslokaler, gym med bastu och relaxavdelning samt restaurang med uteservering. En exklusiv svit om 53 m² finns på våning 15. Under huset ligger ett garage för hotellgästerna.

## Bilder

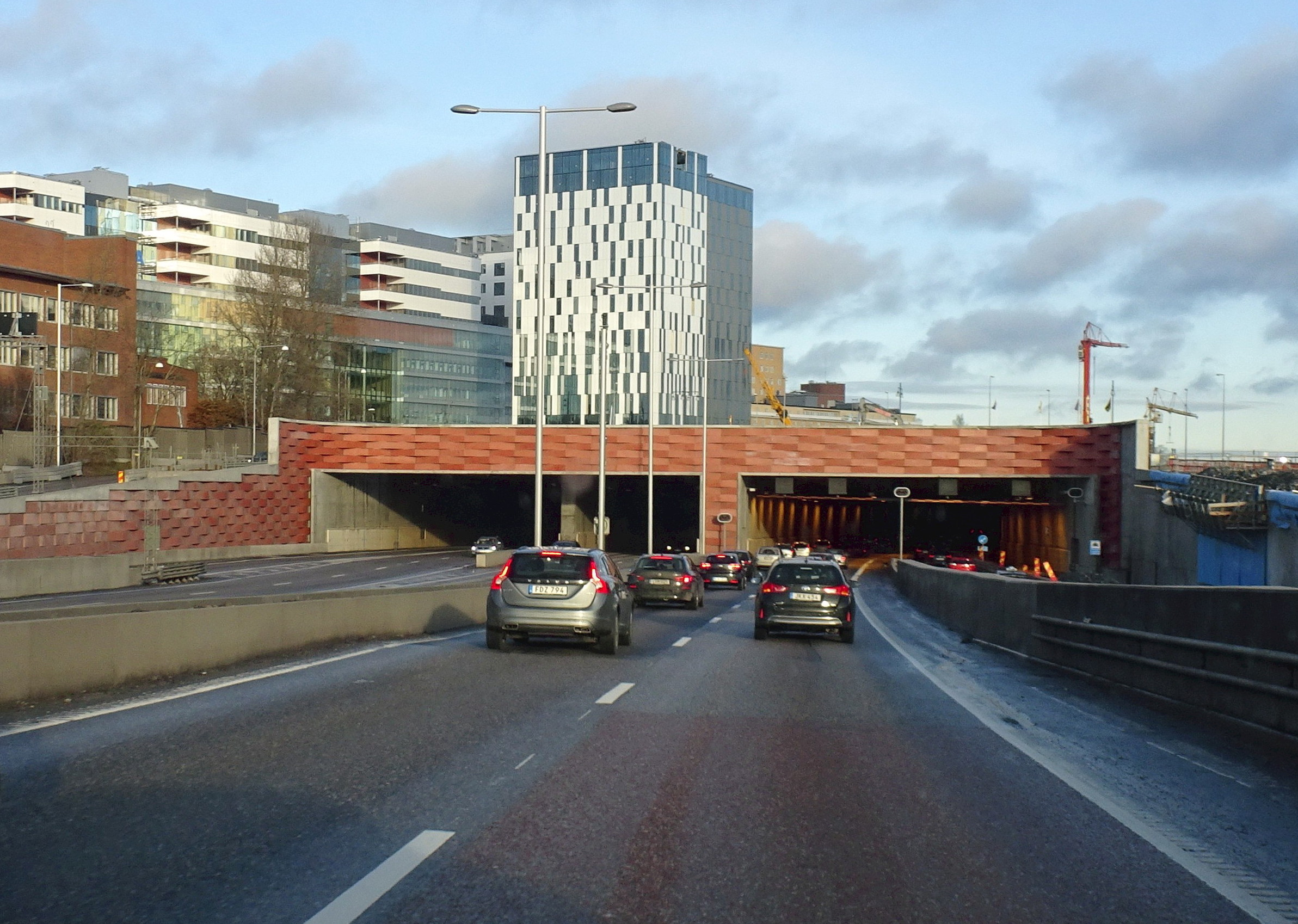
Vy från Norra länken, november 2016.
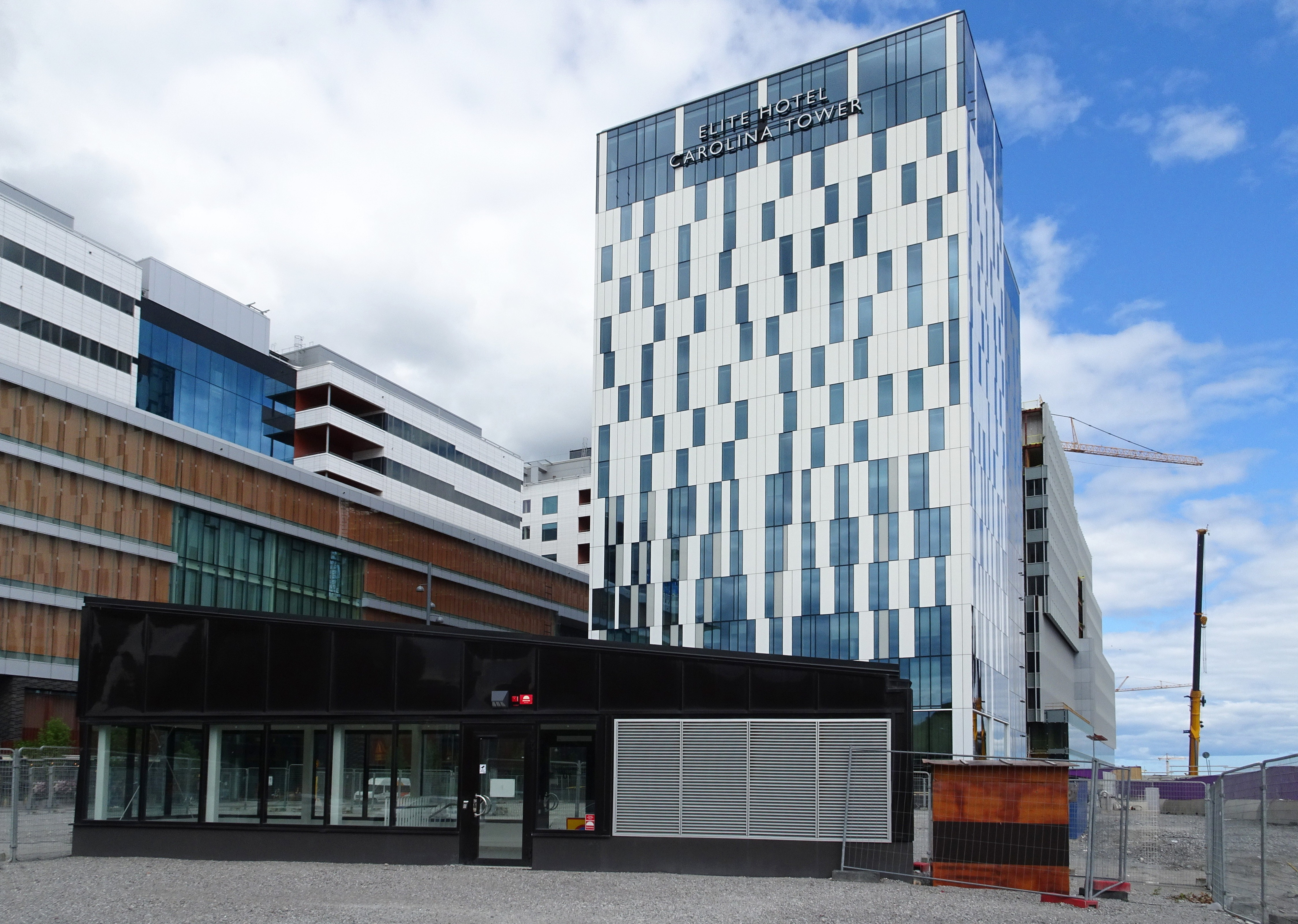
Hotellet i juni 2018.
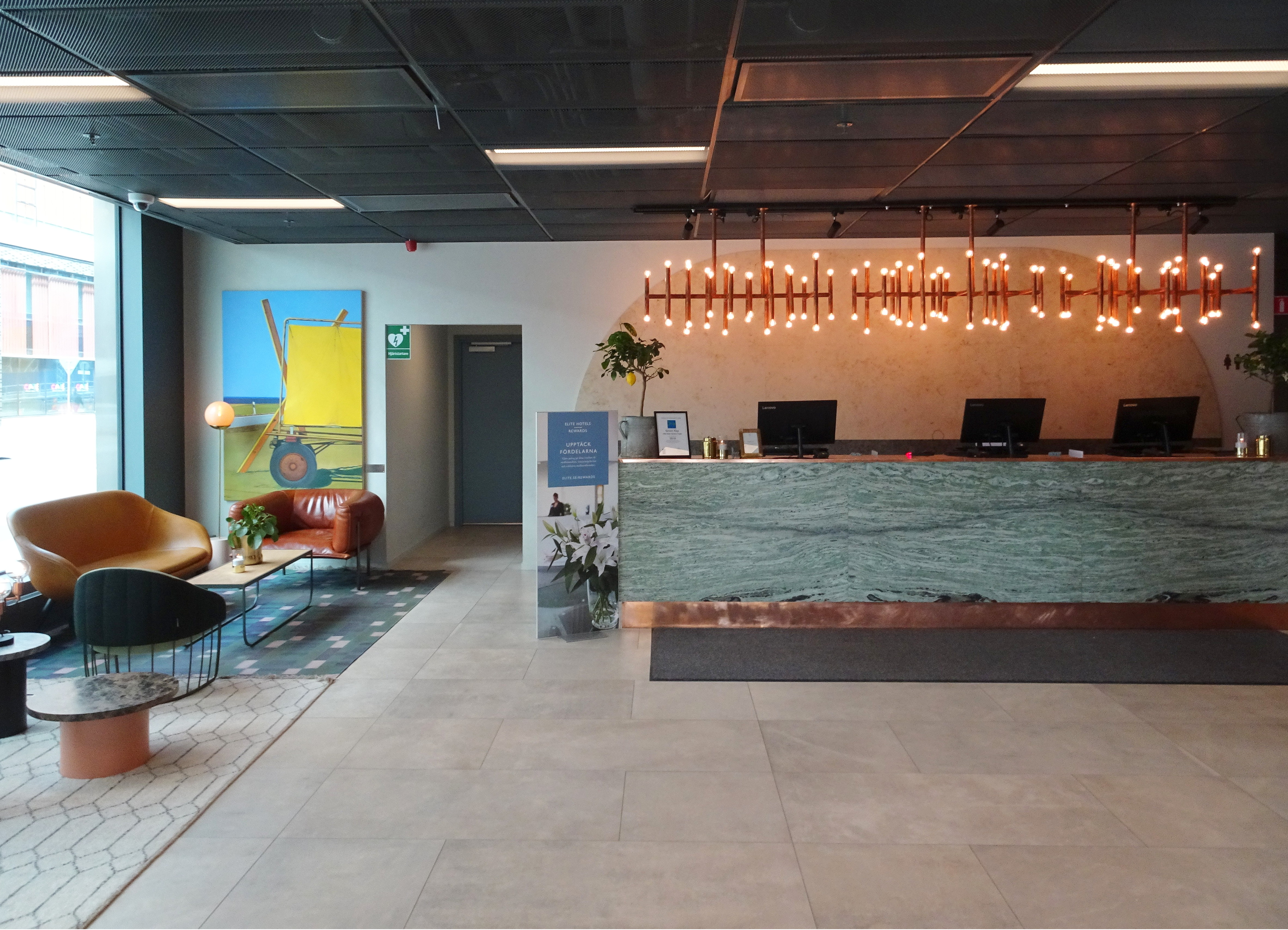
Receptionen.
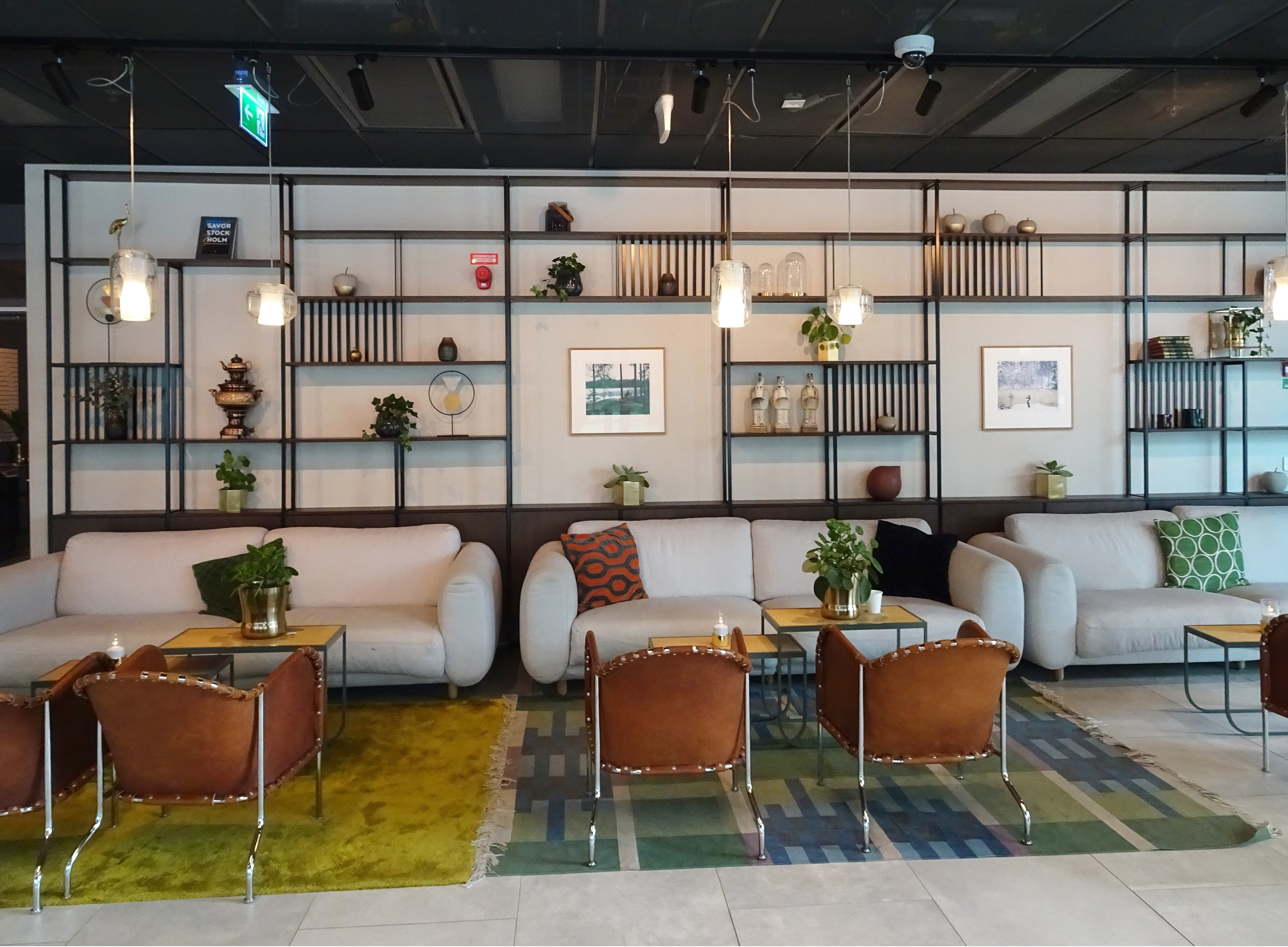
Lobbyn.